# Законодательное собрание Санкт-Петербурга
Законодательное собрание Санкт-Петербурга (неофициально — ЗакС) — постоянно действующий высший и единственный законодательный орган государственной власти Санкт-Петербурга. Состоит из 50 депутатов, избираемых на 5 лет. Последние выборы прошли 19 сентября 2021 года.
Официальная резиденция — Мариинский дворец.

## История
Ленсовет был распущен 21 декабря 1993 г. Указом № 2252 Б. Н. Ельцина.
В 1994 году были проведены первые выборы в новый представительный орган города — Законодательное собрание.
В 1998 году депутатами был принят устав Санкт-Петербурга, существенно ограничивавший полномочия губернатора. Однако возглавлявший тогда администрацию Владимир Яковлев отказался его подписывать. В ходе переговоров был найден компромисс и вскоре были приняты поправки в пользу исполнительной власти.
С 2005 по 2012 год Законодательное собрание по представлению президента Российской Федерации наделяло полномочиями губернатора Санкт-Петербурга.

### Председатели Законодательного Собрания
- Юрий Кравцов — I созыв (1994—1998, смещен с должности решением Законодательного Собрания).
- Сергей Тарасов — II созыв (2000—2002, в 1998—2000 пост председателя оставался вакантным).
- Вадим Тюльпанов — III, IV созывы (2003—2007, 2007—2011), в марте 2007 переизбран на пост председателя Законодательного Собрания IV созыва.
- Вячеслав Макаров — V, VI созывы (2011—2016[4], 2016—2021), 28 сентября 2016 года переизбран на пост председателя Законодательного Собрания VI созыва[5].
- Александр Бельский — VII созыв (с 2021).

### Законодательное собрание I созыва (1994—1998)
В Законодательном собрании Санкт-Петербурга, действовавшего в 1994—1998 годах, действовали в разное время 8 политических фракций и групп.
- Мариинская группа
- Патриоты Петербурга
- Любимый город
- Балтийская группа
- Гражданская группа
- Коммунисты Ленинграда
- Созидание
- Реформа

### Законодательное собрание II созыва (1998—2002)
В Законодательном собрании Санкт-Петербурга, действовавшего в 1998—2002 годах, действовали в разное время 19 политических фракций и групп.
- Блок Юрия Болдырева (06.01.1999 — 04.10.2000)
- Центр (06.01.1999 — 10.03.1999)
- Петербургские районы (06.01.1999 — 04.1999 и 02.2000 — 12.2000)
- Народовластие (06.01.1999 — 04.1999, 2002)
- Яблоко (06.01.1999 — 08.2002)
- Законность (1999—2001)
- Группа 300-летие города (1999—2002)
- Наш город (06.01.1999 — 06.1999)
- Промышленная группа (06.01.1999 — 12.2000)
- Центр (2000—2001)
- Городские районы (2000—2002)
- Фракция разумного компромисса (2000 — 09.2000)
- Содружество (2000 — 11.2000)
- Единство. Санкт-Петербург (09.2000 — 2002)
- Союз правых сил (с 11.2000)
- Невский диалог (с 2002)
- Единая Россия (с 2002)
- Единство — Народная партия (с 2002)
- Воля Петербурга (2002)

### Законодательное собрание III созыва (2002—2007)
В Законодательном собрании Санкт-Петербурга, действовавшего в 2002—2007 годах, в разное время действовали 12 фракций и групп:
- Единая Россия — 10 депутатов (с 2006 г. — 24 депутата);
- Коммунистическая партия РФ — Народно-патриотический союз России (с 2004 — Народно-патриотическая группа) — 5 депутатов;
- Яблоко (до 2004);
- Союз правых сил (до 2004);
- Спортивная Россия (с 2004 — Либерально-демократическая партия России) — 5 депутатов;
- Воля Петербурга (до 2006);
- Наш город (до 2006);
- Городские районы (до 2006);
- Единый Петербург (до 2006);
- Демократическая группа — 5 депутатов (2004—2006);
- Партия Жизни (с 2006 — Справедливая Россия) — 6 депутатов (с 2004);
- Родина — 7 депутатов.

### Законодательное собрание IV созыва (2007—2011)
В Законодательном собрании Санкт-Петербурга, действовавшего в 2007—2011 годах, в разное время действовали 4 фракции:
- Единая Россия — 23 депутата;
- Справедливая Россия: Родина/Пенсионеры/Жизнь — 13 депутатов;
- Коммунистическая партия РФ — 9 депутатов;
- Либерально-демократическая партия России — 5 депутатов.

### Законодательное собрание V созыва (2011—2016)
В Законодательном собрании Санкт-Петербурга, действовавшего в 2011—2016 годах, в разное время действовали 5 фракций:
- Единая Россия — 20 депутатов (с 2013 — 21 депутат);
- Справедливая Россия — За правду — 12 депутатов (с 2013 — 11 депутатов);
- Коммунистическая партия РФ — 7 депутатов;
- Яблоко — 6 депутатов (с 2013 — 3 депутата);
- Либерально-демократическая партия России — 5 депутатов.

### Законодательное собрание VI созыва (2016—2021)
В Законодательном собрании Санкт-Петербурга, действовавшего в 2016—2021 годах, в разное время действовали 6 фракций:
- Единая Россия — 36 депутатов;
- Партия Роста — 3 депутата;
- Коммунистическая партия РФ — 3 депутата;
- Справедливая Россия — 3 депутатов;
- Либерально-демократическая партия России — 3 депутатов;
- Яблоко — 2 депутата.

### Законодательное собрание VII созыва (2021—2026)
В Законодательном собрании Санкт-Петербурга, действующего с 2021 года, действуют 6 фракций:
- Единая Россия — 29 депутатов (+1 самовыдвиженец);
- Коммунистическая партия РФ — 7 депутатов;
- Справедливая Россия — 5 депутатов;
- Новые люди — 3 депутата;
- Либерально-демократическая партия России — 3 депутата;
- Яблоко — 2 депутата.

5 апреля 2023 года вся фракция «Справедливой России» заявила о выходе из партии «Справедливая Россия — За правду».

## Состав и структура (2021—2026)

### Руководство Законодательного собрания
- Бельский, Александр Николаевич — председатель Законодательного собрания (с 2021 года).
- Бондаренко, Николай Леонидович — заместитель председателя Законодательного собрания.
- Шишкина, Марина Анатольевна — заместитель председателя Законодательного собрания (до 5 апреля 2023 года[7]).

### Фракции Законодательного Собрания[8]
| Фракция                         | Руководитель                   | Заместитель руководителя      |
| ------------------------------- | ------------------------------ | ----------------------------- |
| Единая Россия                   | Крупник, Павел Анатольевич     | Макаров, Алексей Алексеевич   |
| КПРФ                            | Иванова, Ирина Владимировна    | Бороденчик, Вячеслав Иванович |
| Справедливая Россия — За правду | Шишкина, Марина Анатольевна    | Алескеров, Андрей Энверович   |
| ЛДПР                            | Иткин, Павел Михайлович        | Яковлев, Максим Эдуардович    |
| Новые люди                      | Павлов, Дмитрий Геннадьевич    | Герасина, Ольга Вячеславовна  |
| Яблоко                          | Шишлов, Александр Владимирович | Вишневский, Борис Лазаревич   |

### Комитеты и комиссии Законодательного собрания
Структурно Законодательное Собрание состоит из 2 постоянных комитетов, 10 постоянных комиссий, 5 профильных комиссий и рабочих органов Законодательного Собрания.
Комитеты:
- Комитет по законодательству, председатель — Беликов Всеволод Федорович[10] (фракция «Единая Россия»);
- Бюджетно-финансовый комитет, председатель — Четырбок Денис Александрович[11] (фракция «Единая Россия»);

Постоянные и профильные комиссии:
- Комиссия по градостроительству, земельным и имущественным вопросам, председатель — Гарнец Валерий Николаевич[12] (фракция «Единая Россия»);
- Комиссия по вопросам правопорядка и законности, председатель — Чебыкин Константин Александрович[13] (фракция «Единая Россия»);
- Комиссия по организации публичной власти и административно-территориальному устройству, председатель — Гладунов Юрий Николаевич[14] (фракция «Единая Россия»);
- Комиссия по образованию, культуре и науке, председатель — Авдеев Юрий Васильевич[15] (фракция «Единая Россия»);
  - Профильная комиссия по вопросам физической культуры и спорта, председатель — Соловьев Антон Владимирович[16] (фракция «Единая Россия»);
- Комиссия по социальной политике и здравоохранению, председатель — Ржаненков Александр Николаевич[17] (фракция «Единая Россия»);
  - Профильная комиссия по делам ветеранов, председатель — Высоцкий Игорь Владимирович[18] (фракция «Единая Россия»);
- Комиссия по экологии и природопользованию, председатель — Макаров Алексей Алексеевич[19] (фракция «Единая Россия»);
  - Профильная комиссия по экологической защите населения Санкт-Петербурга[20];
- Комиссия по промышленности, экономике и предпринимательству, председатель — Иванова Ирина Владимировна[21] (фракция КПРФ);
  - Профильная комиссия по туристской индустрии, председатель — Рахова Елена Алексеевна[22] (фракция «Единая Россия»);
  - Профильная комиссия по инвестициям, председатель — Панов Дмитрий Вячеславович[23] (фракция «Новые люди»);
- Комиссия по городскому хозяйству и созданию комфортной городской среды, председатель — Ходосок Александр Владимирович[24] (фракция «Единая Россия»);
- Комиссия по транспорту и развитию транспортной инфраструктуры, председатель — Цивилёв Алексей Николаевич[25] (фракция «Единая Россия»);
- Комиссия по молодёжной политике, делам общественных объединений и цифровизации, председатель — Малков Андрей Витальевич[26] (фракция ЛДПР);

Рабочие органы Законодательного собрания:
- Редакционная комиссия, председатель — Милюта Олег Эдвардович[27] (фракция «Единая Россия»);
- Счётная комиссия, председатель — Чебыкин Константин Александрович[28] (фракция «Единая Россия»).

## Полномочия
На основании Устава Санкт-Петербурга Законодательное собрание Санкт-Петербурга осуществляет следующие полномочия:
- принимает:
  - Устав Санкт-Петербурга и поправки к нему;
  - законы Санкт-Петербурга по предметам совместного ведения РФ и Санкт-Петербурга и в пределах полномочий Санкт-Петербурга;
- утверждает:
  - бюджет Санкт-Петербурга и отчёт о его исполнении;
  - генеральный план Санкт-Петербурга;
  - программу социально-экономического развития Санкт-Петербурга;
  - бюджеты территориальных государственных внебюджетных фондов Санкт-Петербурга и отчёты об их исполнении;
  - заключения и расторжения договоров Санкт-Петербурга;
  - соглашения об изменении границ Санкт-Петербурга;
- устанавливает:
  - налоги и сборы (установление которых отнесено федеральным законом к ведению субъекта Российской Федерации, а также порядок их взимания);
  - порядок управления и распоряжения собственностью Санкт-Петербурга;
  - порядок назначения и проведения референдума Санкт-Петербурга;
  - порядок проведения выборов в Законодательное Собрание Санкт-Петербурга и выборов Губернатора Санкт-Петербурга, а также порядок отзыва Губернатора Санкт-Петербурга;
  - административно-территориальное устройство Санкт-Петербурга и порядок его изменения;
  - систему исполнительных органов государственной власти Санкт-Петербурга;
  - порядок проведения выборов в органы местного самоуправления на территории Санкт-Петербурга (в пределах полномочий, определённых федеральным законом);
  - награды Санкт-Петербурга (почетные звания Санкт-Петербурга, премии Санкт-Петербурга, стипендии Санкт-Петербурга);
- заслушивает ежегодные отчёты Губернатора Санкт-Петербурга о результатах деятельности Правительства Санкт-Петербурга (включая вопросы, поставленные Законодательным Собранием Санкт-Петербурга);
- присваивает звание «Почетный гражданин Санкт-Петербурга»;
- наделяет полномочиями сенатора Российской Федерации — представителя от Законодательного Собрания Санкт-Петербурга;
- назначает на должность:
  - мировых судей Санкт-Петербурга;
  - членов Санкт-Петербургской избирательной комиссии (в пределах квоты, установленной для Законодательного Собрания Санкт-Петербурга);
  - председателя Контрольно-счётной палаты, заместителя Председателя и двух аудиторов Контрольно-счётной палаты;
- даёт согласие:
  - на назначение на должность вице-губернаторов Санкт-Петербурга, Уполномоченного по защите прав предпринимателей в Санкт-Петербурге;
  - на назначение прокурора Санкт-Петербурга.

## Право законодательной инициативы
Право законодательной инициативы в Законодательном Собрании (то есть право внесения на рассмотрение Законодательного Собрания проектов законов Санкт-Петербурга) принадлежит:
- депутатам Законодательного Собрания Санкт-Петербурга;
- депутатским объединениям (фракциям) Законодательного Собрания Санкт-Петербурга и органам Законодательного Собрания Санкт-Петербурга;
- Губернатору Санкт-Петербурга;
- сенатору Российской Федерации — представителю от Законодательного Собрания Санкт-Петербурга и сенатору Российской Федерации — представителю от Правительства Санкт-Петербурга;
- прокуратуре Санкт-Петербурга;
- представительным органам местного самоуправления;
- почётным гражданам Санкт-Петербурга, являющимся гражданами Российской Федерации и проживающим на территории Санкт-Петербурга.